# I cosi
I cosi è un cortometraggio animato del 2000 diretto da Bruno Bozzetto.

## Produzione
Il corto è il pilota della futura serie animata composta da 26 episodi intitolata I cosi del 2006. Fu l'ultimo cortometraggio dello studio Bruno Bozzetto Film, il quale chiuse i battenti nel 2000. Successivamente venne fondato Studio Bozzetto &Co.